# Ronderosia robustus
Ronderosia robustus är en insektsart som först beskrevs av Bruner, L. 1906.  Ronderosia robustus ingår i släktet Ronderosia och familjen gräshoppor. Inga underarter finns listade i Catalogue of Life.